# Henryk Hektor Siemiradzki
Henryk Hektor Siemiradzki (24. října 1843 Novo Belgorod, dnes Peczenihy – 23. srpna 1902, Strzałkow) byl polský malíř. Většinu své aktivní kariéry strávil v Římě. Nejznámější je kvůli svému monumentálnímu akademickému umění. Obzvláště byl znám pro své zobrazení scén z antického řecko-římského světa a Nového zákona, které vlastní mnoho národních galerií v Evropě.
Mnoho jeho maleb zobrazuje scény z antiky, často sluncem prosvětlené venkovské scény nebo kompozice zobrazující životy raných křesťanů. Maloval také biblické a historické scény, krajiny a portréty. Mezi jeho nejznámější díla patří monumentální opony pro operu ve Lvově a divadlo Juliusze Słowackeho v Krakově. 

## Životopis
Siemiradzki se narodil Hipolitu Siemiradzkemu, polskému šlechtici a důstojníku carské ruské armády (v roce 1871 se stal generálem) a Michaliny (rozené Prószynská) v Novo Belgorodu, nedaleko města Charkova, kde sídlil pluk jeho otce. Rodina měla původ v okolí Radomy a odvozovala svoje jméno od vesnice Siemiradz. Jedna z jejich větvích sídlila v 17. století nedaleko Novogrodku. Jeho rodiče se přátelili s rodinou Adama Mickiewicze. Studoval na Charkovském gymnasiu, pod vedením místního školního učitele D. I. Bezperchyho, bývalého studenta Karla Brjullova. Vstoupil na matematicko-fysikální školu Charkovské univerzity a studoval zde s velkým zájmem přírodní vědy, ale také pokračoval v malování.

## Umělecká kariéra
Po absolvování univerzity s titulem kandidáta věd opustil vědeckou kariéru a přemístil se do Petrohradu, aby v letech 1864 až 1870 studoval malbu na Carské akademii umění. Při svém absolvování byl vyznamenán zlatou medailí. V letech 1870 až 1871 studoval u Karl von Pilotyho v Mnichově na základě grantu od akademie. V roce 1872 se přestěhoval do Říma a později si zde postavil ateliér na Via Gaeta, zatímco léto trávil na svém statku ve Strzałkowově u Čenstochové.
V roce 1873 obdržel titul akademika z Carské akademie umění za svůj obraz Kristus a hříšník na motivy veršů Hříšínka od Alexeje Konstantinoviče Tolstého. V roce 1878 obdržel francouzský Řád čestné legie a zlatou medaili na pařížské světové výstavě za malbu Váza s květinami. V letech 1876 až 1879 Siemiradzki pracoval mezi svými jinými velkými projekty na freskách pro Katedrálu Krista Spasitele v Moskvě. V roce 1879 nabídl jednu ze svých nejznámějších prací, velké dílo Pochodnie Nerona (Neronovy pochodně), které namaloval okolo roku 1876, nově založenému Polskému národní museu v Krakovském starém městě, nejoblíbenější pobočce musea. Okolo roku 1893 Siemiradzki pracoval na dvou velkých obrazech pro Státní historické museum v Moskvě a v roce 1894 vytvořil svoji monumentální oponu pro divadlo Juliusze Słowackeho v Krakově. 
Siemiradzki zemřel ve Strzałkowě v roce 1902 a byl pohřben původně ve Varšavě, ale později byly jeho ostatky přeneseny do Krypty zasloužilých v kostele Archanděla Michaela a svatého Stanislava na Skalce v Krakově.
Siemiradzkeho velké obrazy, včetně Tance mezi meči ovlivněného francouzskou Akademií krásných umění, jsou vystaveny v národních museích v Polsku, Rusku a na Ukrajině; zejména v museu Sukiennice, Národním museu v Poznani, Lvovské národní umělecké galerii, Treťjakovské galerii a jinde.